# 九角教団
九角教団（　、ナイン・アングルズ教団、Order of Nine Angles: ONA、O9A）は、イギリスで発祥し、その後世界の他の地域にも広がった、好戦的なサタニズム的左道オカルティストおよびテロリストのネットワークである。

## 解説
1960年代に設立されたと主張されており、1980年代初頭にネオナチのイデオロギーと活動で注目を集め、世間の注目を集めた。「伝統的サタニズム（有神論的サタニズム）」としてそのアプローチを説明し、その信念にはヘルメス主義とネオペイガニズムの要素も示されている。
教団自身の主張によると、1960年代後半に西イングランドのウェールズ・マーチで、その地域で生き残った秘密のキリスト教以前の宗派に以前関与していた女性によって設立された。この説明では、1973年に「アントン・ロング」という名前の男性がグループに加入し、その後グランドマスターになったとも述べられている。ONAを研究した何人かの学者のコメンテーターは、「アントン・ロング」という名前は、おそらく英国のネオナチ活動家デビッド・マイアットの偽名であるという見解を表明しているが、マイアットはこれが事実であることを否定している。1970年代後半以降、ロングは教団の思想を広める本や記事を執筆し、1988年には独自のジャーナル「フェンリル」を発行し始めた。これらのベンチャーを通じて、世界中の他のネオナチのサタニズム者グループとのつながりを確立し、2000年代にインターネットを受け入れることでその大義をさらに推進した。
ONAは加速主義を擁護し、人類の歴史は一連のイオンに分割でき、それぞれに対応する人類文明が含まれているという考えを推進している。現在のイオン文明は西洋世界の文明であるという見解を表明しているが、この社会の進化は、ユダヤ・キリスト教・イスラム教の「マギアン/ナザレ人」の影響によって脅かされており、教団はそれを打ち負かして「帝国」と呼ばれる軍国主義的な新しい社会秩序を確立しようとしていると主張している。教団の教えによると、これは「アーリア人」社会が天の川を植民地化する銀河文明を形成するために必要である。それは、実践者が社会から身を隔離し、犯罪を犯し、政治的過激主義と暴力を受け入れ、人身御供の行為を行うことによって社会のタブーを破ることを要求される精神的な道を擁護している。ONAのメンバーは、物理法則が適用されない「非因果的」領域から、独自の「因果的」領域にエネルギーをチャネリングすることでそれを行うことができると信じて、魔法を実践しており、これらの魔法の行為は、帝国を確立するという究極の目標を達成するのに役立つように設計されている。
ONAは、中央集権や構造を避け、代わりに、元々ロングや「内部ONA」の他のメンバーによって書かれたテキストに触発された、「コレクティブ（kollective）」と呼ばれる幅広い関連メンバーのネットワークとして運営されている。グループは主に「ネクシオン（nexions）」と呼ばれる秘密の支部で構成されている。一部の学者の推定によると、教団に広く関連付けられている個人の数は数千人に上る。ONAの影響を受けた極右の個人によってさまざまなレイプ、殺人、テロ行為が行われており、さまざまな英国の政治家や活動家がONAをテロリストグループとして禁止するよう求めている。

## 歴史

### 起源

The ONA's first cell, "Nexion Zero", was established in Shropshire (pictured).

ONAの起源について「正確で検証可能な情報」を突き止めることは、学術関係者にとって困難である。ONAは自らを守るために高度な秘密主義を用いているからである。他の多くのオカルト組織と同様に、教団はその歴史を「謎と伝説」の中に隠し、その起源と発展についての「神話的な物語」を作り上げている。ONAは、キリスト教化された英国を生き延び、中世以降、ウェールズ辺境地帯（イングランドとウェールズの間にある国境地帯）に拠点を置く小グループまたは「寺院」で、グランドマスターまたはグランドミストレスが率いて受け継がれてきたキリスト教以前の異教の伝統の子孫であると主張している。教団によれば、1960年代後半、そのようなグループの1つのグランドミストレスが、これら3つの寺院（カムラッド、太陽の神殿、ノクタリアン）を統合してONAを結成し、その後、外部の人々を伝統に迎え入れた。
教団の説明によると、グランドミストレスがグループに加入させた人物の1人が「アントン・ロング」であり、彼は英国市民であり、青年期の多くをアフリカ、アジア、中東を訪れて過ごしたと自称している。ロングは、ONAに関与する前、数年間オカルティズムに興味を持っており、1968年にフェンランドに拠点を置く魔女団に連絡を取り、その後ロンドンに移り、黄金の夜明け団とアレイスター・クロウリーの様式で儀式魔術を実践するグループに参加したと主張している。彼はまた、マンチェスターに拠点を置くサタニズムグループ、レイ・ボガートが運営するオーソドックス・テンプル・オブ・ザ・プリンスに一時的に関与したことがあり、その間にONAのグランドミストレスと出会ったと主張している。教団の説明によると、ロングは1973年にONAに参加し（5年ぶりの参加）、グランドミストレスの後継者となった。彼は後に、当時グループは至点と春分点の周りのヘンジとストーンサークルで儀式を行っていたと回想している。
この説明ではさらに、教団のグランドミストレスがオーストラリアに移住したとき、ロングがグループの新しいグランドマスターを引き継いだと述べている。グループは、ロングが「邪悪な戦略の次の段階、つまり教えを大規模に知らしめることを実行した」と主張している。1970年代後半以降、ロングは「寺院」として知られる新しいONAグループの設立を奨励し、1976年以降、彼は伝統のための多数のテキストを執筆し、その教え、神話、構造を体系化し、拡張した。これらのテキストは通常英語で書かれているが、古典ギリシャ語の文章やサンスクリット語とアラビア語の用語が含まれており、ロングがそのような言語に堪能であることを反映している。これらのテキストを調べた後、歴史家のニコラス・グドリック・クラークは、その中でロングは「魔女、無法者の農民の魔術師、乱交、そして彼が1980年代初頭から住んでいたこの地域[シュロップシャーとヘレフォードシャー]の森や谷の人里離れたコテージでの血の犠牲の世界を想起させる」と述べている。

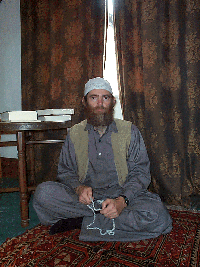
デビッド・マイアット（写真は1998年）は、ONAの中心的なイデオローグとしてよく引用される。

「アントン・ロング」の正体は、教団のメンバーとそれを研究した学者の両方にとって不明のままである。しかし、1998年の反ファシスト雑誌「サーチライト」の号で、「アントン・ロング」は英国のネオナチ運動の著名な人物であるデビッド・マイアットの偽名であると主張された。1950年代初頭に生まれたマイアットは、さまざまなネオナチグループに関与しており、当初はブリティッシュ・ムーブメントのコリン・ジョーダンのボディーガードを務めた後、コンバット18民兵に参加し、国家社会主義運動の創設メンバーおよびリーダーになった。ネオナチの大義のために暴力的な戦闘を提唱した彼の「アーリア革命への実践ガイド」というテキストは、ネイルボマーのデビッド・コープランドに影響を与えたものとして引用された。1998年、マイアットはイスラム教に改宗し、8年間実践的なイスラム教徒であり続け、その間、シオニズムとイスラエルの西側の同盟国に対する暴力的なジハードを奨励した。2010年、彼はイスラム教を放棄し、「ヌミナス・ウェイ」と呼ぶ秘教の伝統を実践していると発表した。
グドリック・クラークは、マイアットがロングであるという考えを支持し、宗教学者のヤコブ・C・センホルトは、「デビッド・マイアットの役割は、ONA全体の創造と存在にとって最も重要である」と付け加えた。センホルトは、マイアットがロングであるという彼の確信を裏付ける追加の証拠を提示し、マイアットのネオナチズムと急進的なイスラム主義の受け入れは、西側社会を弱体化させるためのONAの「邪悪な戦略」の一部としてマイアットが採用した「洞察の役割」を表していると書いている。この見解は、サタニズムの研究者であるパー・ファクスネルドによって支持されている。2015年、R・パーカーとして知られるONAのメンバーは、マイアットがロングであるという考えを支持した。ページが出版された結果、宗教社会学者のマッシモ・イントロヴィーニュは、ONAはマイアットとロングが同一人物であることを「多かれ少なかれ認めている」と述べた。マイアット自身は、ONAとの関わりがあるという疑惑と、「アントン・ロング」という偽名を使用したことを繰り返し否定している。宗教学者のジョージ・シーグはこの関連性に懸念を表明し、マイアットとロングの間には「文体、性格、トーンのばらつきの程度に基づいて、ありそうになく、支持できない」と述べた。極右の学術専門家であるジェフリー・カプランも、マイアットとロングは別人であると示唆しており、宗教学者のコネル・R・モネットは、「アントン・ロング」は単一の個人ではなく、複数の異なる人々によって使用された偽名である可能性を提起した。

### 公への出現
ONAは1980年代初頭に世間の注目を集めた。1980年代と1990年代には、雑誌の記事を通じてメッセージを広めた。1988年には、独自の内部ジャーナル「フェンリル」の発行を開始した。公開用に発行された資料の中には、哲学的な小冊子、儀式の指示書、手紙、詩、ゴシック小説などがある。その中核となる儀式テキストは「悪魔の黒書」と題されている。また、独自の音楽、シニスタータロットとして知られる絵画タロットセット、スターゲームとして知られる3次元ボードゲームも発行している。ONAは他のネオナチのサタニズム者グループとのつながりを確立した。その国際的な販売代理店は、ブラックオーダーの創設者であるニュージーランド人のケリー・ボルトンであり、彼はグループの公開された書簡対応でONAの達人として説明されており、バルダーのヤール教団が所有するオカルトと極右資料の私立図書館にアクセスできる。モネットによれば、このグループは現在、米国、ヨーロッパ、ブラジル、エジプト、オーストラリア、ロシアに関連者とグループを持っている。これらの関連グループの1つは、米国を拠点とするテンペル・オヴ・ブラッドであり、イグザクサー・プレスを通じて多数のテキストを公開している。もう1つはカリフォルニアを拠点とするホワイト・スター・アクセプションであり、主流のONAの教えから多くの点で逸脱しているにもかかわらず、米国におけるONAの「旗艦ネクシオン」として指定されている。
1990年代初頭、教団は、オカルトコミュニティ内での募集と公的支援に焦点を当てた以前の段階から、教えを洗練させることに焦点を当てた第2段階の開発に入ると述べた。その結果、一部のオカルティストは、ONAが消滅したと誤って推測するようになった。2000年、ONAはインターネット上に存在を確立し、それを他の人々とコミュニケーションを取り、その著作を配布するための媒体として使用した。2008年、ONAは歴史の第3段階に入ると発表し、オンラインブログ、フォーラム、Facebook、YouTubeなどのソーシャルメディアを利用してメッセージを広めることに再び重点を置くとした。2011年、教団の長年のメンバーのグループである「オールドガード」は、グループとの積極的な公的活動から撤退すると述べた。2012年3月、ロングは公的活動から撤退すると発表したが、彼は教団で活動を続けているようだ。

## 信念と構造
モネットはONAを「ヘルメス主義と伝統的サタニズムの両方が、いくつかの異教の要素とともに魅力的に融合したもの」と表現した。ファクスネルドはONAを「危険で過激な形態のサタニズム」、「世界で最も過激なサタニズムグループの1つ」と表現した。ジェフリー・カプランとレナード・ワインバーグは、それを「国家社会主義志向のサタニズムグループ」と特徴づけ、ニコラス・グッドリック＝クラークも同様に、それを「ヒトラーを称賛する異教と組み合わせた」「悪魔的ナチカルト」であると考えた。彼はさらに、ONAは「反キリスト教的、エリート主義的、社会ダーウィン主義的教義を通じて、人生の暗く破壊的な側面を称賛した」と付け加えた。ONAがサタニズムとゲルマン異教をどのように習合させたかを考慮して、宗教史家のマティアス・ガーデルは、その精神的視点を「異教の悪魔的道」と表現した。しかし、学者のジョージ・シーグは、ONAは「元の悪魔的パラダイムとの同一化を（完全に放棄することなく）超えた」ため、「ポストサタニズム」に分類されるべきであると主張した。

### 伝統的サタニズムとゲルマン異教
ONAは彼らのオカルティズムを「伝統的サタニズム」と表現している。ONAの設立以来、「伝統的サタニズム」という用語は、悪魔の同胞団などの有神論的サタニズムグループにも採用されている。ファクスネルドは、教団が「伝統的」という言葉を採用したのは、アントン・ラヴェイが合理性、科学、そして彼自身の個人的なカリスマ性に訴えて彼のサタン教会の正当性を獲得しようとした方法とは意図的に異なる方法で、「神秘的な古代の知恵」に遡ることによって「正当性を構築するための意識的な戦略」を反映している可能性があると示唆した。ファクスネルドは別の場所で、ONAが「伝統的なサタニズム」を使用して、支配的な形態のサタニズムから自分たちを区別することは、「伝統的な魔術」の実践者であると自称する人々が、現代の魔術の支配的な形態であるウイッカから自分たちの魔術宗教的慣行を区別するために行うことと類似していると示唆した。サタニズムの学術専門家であるイェスパー・アーガード・ピーターセンによると、教団は「サタニズムと左道の認識可能な新しい解釈」を提示しており、グループに関与する人々にとって、サタニズムは単なる宗教ではなく、生き方である。教団は、サタニズムを、リスク、腕前、持久力の実際的な行為を通じて個人の成長を重視し、自己習得とフリードリヒ・ニーチェの自己克服の困難な個人的な達成であると仮定している。したがって、「ONAのサタニズムの目標は、直接的な経験、実践、自己開発を通じて新しい個人を創造することであり、[ONAシステムの等級は]、単に特定の儀式的儀式を実行するのではなく、開始者自身の実際的で現実の行為に基づいて、非常に個人的なものである」。したがって、ONAは、サタニズムは、実践者を文化的および政治的条件付けから解放するために、禁じられた違法な領域に踏み込む必要があると主張している。意図的に違反的であるため、教団は「攻撃的でエリート主義的な精神性」を提供すると特徴付けられている。宗教学者のグラハム・ハーベイは、ONAは「他のグループよりも」サタニズム者のステレオタイプに適合しており、それは「深く衝撃的な」違法行為を受け入れることによって意図的に達成されたものであると彼は考えたと書いている。
ONAは、サタン教会やセットの神殿のようなより大きなサタン的グループを強く批判しており、「サタニズムに関連する魅力」を受け入れているが、「彼らの内側と外側の現実を体験することを恐れている」ため、「偽のサタニズム」であると見なしている。それに対して、サタン教会は、教団が「悪魔的伝統の唯一の支持者であるというパラノイア的な主張」とされるものを批判しており、カプランは、これらのコメントは「サタニズムの世界」内で一般的な「内部の緊張」を反映していると述べている。
ONAは、キリスト教以前の起源を持ち、サタニズムを「好戦的な異教」と表現しているが、キリスト教以前の信念体系の再確立を提唱しておらず、あるONAの文書では、「さまざまな西洋の伝統のすべての過去の神々は、サタニズムだけが解き放つ力によって時代遅れになる」と述べている。しかし、グッドリック＝クラークは、グループの「アイデアと儀式」は、キリスト教以前のアングロサクソンの概念であるウィルドへの言及、春分点で行われる儀式の強調、固有の木を使用した香の作成など、「固有の伝統」に基づいていると指摘し、「英国の自然への根付き」という考えを示唆している。実践者は、英国ミッドランズのシュロップシャーとヘレフォードシャー周辺の先史時代の儀式の場所への「黒い巡礼」を行う。さらに、モネットは、「ONAの主要なテキストの批判的検討は、悪魔的な意味合いが表面的なものであり、その中核となる神話と宇宙論は、異教の影響を受けた真にヘルメス主義的なものであることを示唆している」と書いている。

### イオン宇宙論とナチズム
ONAは、宇宙の進化は、交互に現れるイオンエネルギーの「不吉な弁証法」によって導かれていると述べている。それは人間の歴史を一連のイオンに分け、各イオンは出現し、進化し、そして死んだ人間の文明によって支配されていたと信じている。それは、各イオンは約2000年間続き、その期間の後半1500年以内にそれぞれの支配的な人間の文明が発展したと述べている。それは、800年の成長の後、各文明は問題に直面し、その結果、398年から400年の間続く「トラブルの時代」が生じると主張している。各文明の最終段階には、約390年間続く期間があり、その間、強力な軍事および帝国体制によって支配され、その後文明は崩壊する。ONAは、人類はそのような5つのイオンを経験し、それぞれに関連する文明（原始、ハイパーボリア、シュメール、ヘレニズム、西洋）があると主張している。グッドリック＝クラークとセンホルトの両方は、このイオンシステムはアーノルド・J・トインビーの作品に触発されたものであり、センホルトは、セレマのイオンに関するクロウリーの考えにも影響を受けている可能性があると示唆している。
私たちは人種の不平等と、アーリア人が民俗の法に従って生きる権利を信じている
私たちは、ユダヤ人の「ホロコースト」の物語が、私たちの人種を鎖につなぎとめるための嘘であることを認め、真実が明らかにされることを望む
ONAは、現在の西洋文明はファウスト的なエートスを持っており、最近その「苦難の時代」を経験し、その最終段階である軍事統治の「帝国」が1990年から2011年の間に始まり、2390年まで続くと主張している。これに続いて、アーリア人社会が天の川銀河を植民地化する銀河文明によって代表される第6イオンである火のイオンが確立される混乱の時期が続く。しかし、教団は、以前のイオン文明とは異なり、西洋文明はユダヤ・キリスト教と関連付けられる「マギアン/ナザレ人」の歪みに感染していると主張している。グループの著作によると、西洋文明はかつて「エリート主義的な価値観に満ち、戦士の道を称賛する先駆的な実体」であったが、マギアン/ナザレ人のエートスの影響下で、「本質的に神経症的で、内向きで、強迫観念にとらわれ」、ヒューマニズム、資本主義、共産主義、そして「民主主義の見せかけ」と「人種平等のドグマ」を受け入れるようになった。彼らは、これらのマギアン/ナザレ人の勢力が、西洋帝国の出現、ひいては人類の進化を妨げる恐れのある反進化的な傾向を表していると信じており、この宇宙の敵は意志の力によって克服されなければならないと考えている。グッドリック＝クラークとシーグの両者は、「マギアンの魂」とユダヤ人によってもたらされた「文化的歪み」に関するこれらの考えは、オズワルド・シュペングラーとフランシス・パーカー・ヨッキーの著作から派生したものであると指摘している。
ONAは、ナチスドイツを「悪魔的精神の実際的な表現…ルシファーの光の爆発、つまりナザレ人、平和主義者、退屈な世界における熱意と力の爆発」と称賛している。ホロコーストを否認し、ホロコーストは、第二次世界大戦後にナチス政権を中傷し、その業績を「西洋の精神」から消し去るために、マギアン/ナザレ人体制によって構築された神話であると主張している。グループは、西洋社会のマギアン/ナザレ人の支配を覆し、帝国を確立し、最終的に人類が将来の銀河文明に参入できるようにするために、ネオナチ革命が必要であると信じている。
したがって、ナチズムとネオナチズムへの肯定的な言及は、グループの書かれた資料の中に見られ、異端のミサとしても知られる、黒ミサの実行のためのテキストで、ナチスの指導者アドルフ・ヒトラーを肯定的な力として呼び起こしている。しかし、一部のONAテキストでは、メンバーはナチスのイデオロギーへの真の信念からではなく、イオンの進化を進めるための「不吉な戦略」の一部として、ネオナチズムと人種差別を受け入れるべきであると述べている。オーストラリアのONAグループであるTHEM寺院によって作成された黒ミサのバージョンでは、ヒトラーへの賛辞がイスラム主義者の戦闘員であるオサマ・ビン・ラディンへの賛辞に置き換えられており、米国を拠点とするホワイト・スター・アクセプションの主要な広報担当者であるクロエ・オルテガとケイラ・ディジョバンニの著作は、ロングの著作に見られるシオニズムの非難とアーリア人の人種主義の支持を欠いた、シーグが「左翼アナキスト」のプラットフォームと呼んだものを表現している。したがって、教団は、他のサタニストや左道の組織よりも、その目的において明らかに政治的に過激であり、魔法的および実際的な手段を通じて現代社会に浸透し、不安定化させようとしている。

### 入信と七重の道
ONAのコアシステムは「七重の道（Seven Fold Way）」または「ヘブドマドリ（Hebdomadry）」として知られており、教団の主要なテキストの1つであるナオス（Naos）で概説されている。七重のシステムは、グループの象徴的な宇宙論である「ウィルドの木」に反映されており、その上に7つの天体（月、金星、水星、太陽、火星、木星、土星）が配置されている。ウィルドという用語は、宿命または運命を指す古英語から採用された。モネットはこれを「ヘルメス主義システム」と特定し、7つの惑星体の使用は、中世のアラビア語のテキストであるガーヤト・アル・ハキームとシャムス・アル・マアリフの影響を受けていることを強調した。センホルトは、ONAが「ウィルドの木」の概念を「七重の道」システムに組み込んだことは、カバラの生命の樹をアブラハムのセム族の概念であると考えているため、生命の樹の概念から自分たちの教えを区別するための意識的な試みであったと主張している。七重の道は、グループの入会システムにも反映されており、メンバーが徐々に進歩できる7つの等級がある。それらは、（1）初心者、（2）入信者、（3）外的熟練者、（4）内的熟練者、（5）マスター/ミストレス、（6）グランドマスター/ムサ、（7）不死者である。グループは、そのメンバーの非常に少数が5番目と6番目の等級に昇進することを明らかにしており、1989年の記事で、ONAは当時、マスターの段階に到達した個人は4人しかいなかったと述べている。

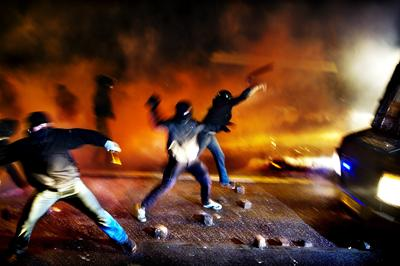
ONAは、そのメンバーに、現代の西洋社会を混乱させるために、アナキスト、ネオナチ、イスラム主義者のグループで「洞察の役割」を採用するよう奨励している。

ONAは、メンバーをグループ自体に入会させるのではなく、個人が自分自身を入会させることを期待している。入会者は良好な身体状態にあることが要求され、見込みのあるメンバーが従うべきトレーニングレジメンを推奨している。新参者は、異性の魔法のパートナーを引き受けることが期待されている。その後、実践者は、異なる等級を移動するために、個人的でますます困難な課題を引き受けなければならない。入会者が次の段階に進むことを可能にする試練のほとんどは、教団の入門資料で公に明らかにされている。なぜなら、真の入会の要素は経験自体にあり、それらを実行することによってのみ達成できると信じられているからである。たとえば、外的熟練者になるための儀式の一部には、見込みのあるメンバーが孤独な場所を見つけて、そこに一晩中、動いたり眠ったりせずに横たわるという試練が含まれている。内的熟練者の役割のための入会プロセスには、実践者が春分点から至点までの3か月間、または（より一般的には）6か月間、人間社会から撤退することが伴い、その間、彼らは現代の便宜や文明との接触なしに野生で生きなければならない。次の段階（アビスの儀式）では、候補者は1か月間、暗い孤立した洞窟で一人で暮らすことが含まれる。極右の学術専門家であるジェフリー・カプランによると、これらの肉体的および精神的に困難な入会のタスクは、「ニーチェのエリートの小さな集団で構成される前衛組織としてのONAの自己認識」を反映している。
ONAの入会システム内では、実践者が政治的に極端なグループの間で6〜18か月間潜伏して働く「洞察の役割」を採用することに重点が置かれており、それによって通常とは異なる何かで経験を積むことができる。ONAがそのメンバーに「洞察の役割」を採用することを提案しているイデオロギーの傾向には、アナキズム、ネオナチズム、イスラム主義があり、そのような関与の個人的な利益とは別に、これらのグループのメンバーシップは西洋のマギアン/ナザレ人の社会政治システムを弱体化させ、それによって新しい秩序である帝国が出現する可能性のある不安定さをもたらすのに役立つという利点があると述べている。しかし、モネットは、何十年にもわたってグループが推奨する洞察の役割に潜在的な変化があることに注目した。彼は、1980年代と1990年代初頭にONAが犯罪または軍事活動を推奨していた一方で、1990年代後半と2000年代には、代わりに実践者が採用する洞察の役割として仏教の修道院主義を推奨していたことを強調した。教団は、「洞察の役割」の実践を通じて、開始者の開発において、確立された規範、役割、および快適ゾーンの継続的な違反を提唱している…このアイデアの極端な適用は、悪魔的で左道の反律法主義の実践のあいまいさをさらに増幅させ、不吉な弁証法に内在する転覆、遊び、およびカウンターの二分法の層を浸透させることをほぼ不可能にしている」。センホルトは、マイアットがネオナチズムとイスラム主義の両方に関与したことは、彼自身の人生におけるそのような「洞察の役割」を表していると示唆した。

### 非因果的領域、魔術、闇の神々
ONAは、人間は因果関係の法則に従う因果的領域に住んでいると信じている。しかし、彼らはまた、物理法則が適用されない非因果的領域を信じており、非因果的領域からのヌミナスなエネルギーを因果的領域に引き込むことができ、それによって魔術の実行が可能になるという考えをさらに推進している。ONAは、外的、内的、イオン的魔術を区別している。外的魔術自体は2つのカテゴリーに分けられる。特定の目標を達成するために3人以上の人間によって実行される儀式魔術と、単独またはペアで実行され、しばしば性的な性質を持つヘルメス魔術である。内的魔術は、参加者に意識の変性状態を生じさせ、達人の境地を授ける「個性化」のプロセスをもたらすように設計されている。ONAシステムにおける最も高度な形態の魔術はイオン的魔術であり、その実践は、すでに外的および内的魔術を習得し、マスターの等級に達したと認識されている者に制限されている。イオン的魔術の目的は、長期間にわたって多数の人々に影響を与え、それによって将来のイオンの発達に影響を与えることである。特に、ユダヤ・キリスト教によって堕落させられたとONAが信じている西洋世界の現在の社会政治システムを混乱させる意図で使用される。

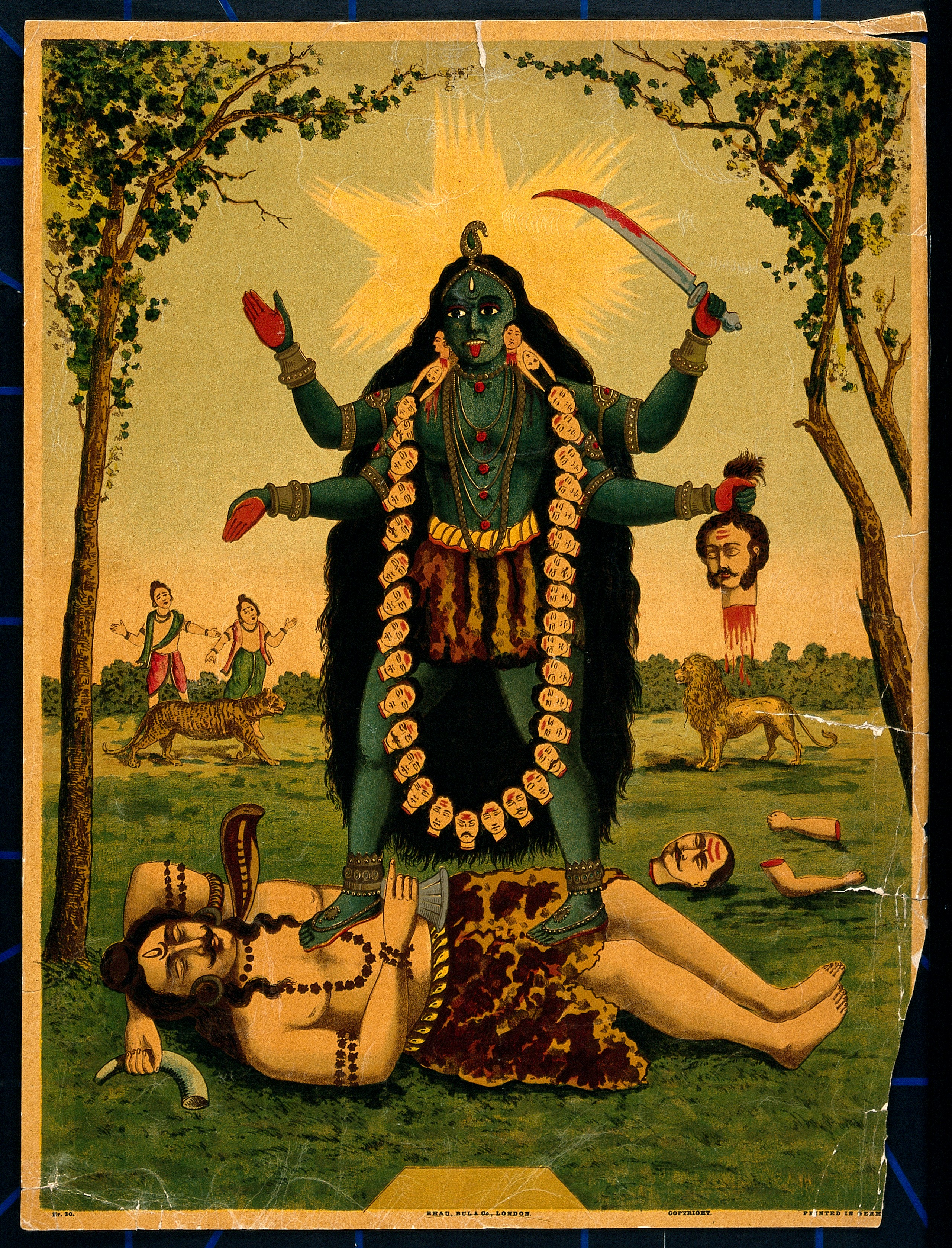
ONAの闇の女神バフォメットは、ヒンドゥー教の女神カーリー（写真）と「強い類似性」があると評されている。

ONAは、イオン的魔術の実行において2つの方法を利用している。1つ目は、実践者の望む方向に既存のイオンに影響を与える「因果的領域」にエネルギーを顕現させるために、「非因果的領域」へのゲートウェイ（「ネクシオン」として知られる）を開くことを意図した儀式と詠唱を伴う。2つ目の方法は、スターゲームとして知られるボードゲームの高度な形態をプレイすることを含む。ゲームはグループによって考案され、ゲームの駒は異なるイオンを表している。グループは、入会者がゲームをプレイすると、彼らは「生きたネクシオン」になることができ、それによって非因果的エネルギーが因果的領域に入り、イオンの変化をもたらすチャネルになると信じている。ゲームの高度な形態は、内的熟練者の等級のためのトレーニングの一部として使用される。
教団は、「闇の神々」が非因果的領域に存在するという考えを推進しているが、一部のメンバーはそれらを実在する実体ではなく、人間の潜在意識の側面として解釈することが受け入れられている。これらの実体は危険であると認識されており、ONAはそれらとやり取りする際には注意を促している。教団の公開されている資料でその正体が議論されている闇の神々の中には、切断された頭を持つ成熟した女性として描かれているバフォメットという名前の女神がいる。さらに、モネットによれば、クトゥナエ、ネミク、アタゾスなど、古典的な情報源や天文学の人物から名前が借用または影響を受けた実体がある。
これらの非因果的存在のもう1つは、ラテン語で「復讐者」を意味するVindexと呼ばれている。ONAは、Vindexは最終的には人間として転生し（ただし、この個人の性別と民族は不明）、因果的領域内での非因果的エネルギーの「存在」の成功を通じて、マギアンの勢力を打倒し、ONAを新しい社会の確立において卓越した存在に導く救世主的な人物として行動すると信じている。シーグは、このVindexへの信念と、ヒンドゥー教の神ヴィシュヌのアバターであるカルキの地球への到来に関する、著名な超教義的ヒトラー主義者であるサヴィトリ・デヴィの考えとの間に類似点を見出した。ONAはまた、実践者は自分の精神的な活動を通じて非因果的領域で来世を確保することが可能であるという考えを広めている。このため、七重の道の最終段階は「不死」として知られており、非因果的領域に住む段階に進むことができた入会者で構成されている。

### 人身御供
ONAの著作は人身御供を容認し、奨励しており、その犠牲者をオプファーと呼んでいる。ONAは、「王子への贈り物 - 人身御供の手引き」、「淘汰 - 犠牲の手引きII」、「犠牲者 - 不吉な暴露」、「オプファーのテストのガイドライン」という多数の文書で人身御供のガイドラインを概説している。ONAの信念によると、殺人者は犠牲者が自分自身を「自己選択」することを許可しなければならない。これは、犠牲者が認識された性格の欠陥を暴露するかどうかを確認するためにテストすることによって達成される。これが事実であると証明された場合、犠牲者は死に値することを示したと信じられ、犠牲を開始することができる。グループによって犠牲に最適であると見なされる人々には、性格が低いと認識されている個人、サタン教会やセットの神殿などの「偽の悪魔的グループ」と見なすもののメンバー、および「熱心で干渉するナザレ人」、およびグループの運営を妨害するジャーナリスト、ビジネス関係者、政治活動家が含まれる。ONAは、そのような「自己選択」の必要性のために、子供は決して犠牲の犠牲者になってはならないと説明している。
その後、犠牲は物理的または魔法的な手段によって実行され、その時点で殺人者は犠牲者の肉体と精神から力を吸収し、それによって新しいレベルの「不吉な」意識に入ると信じられている。死と破壊の非因果的な力とのつながりを高めることによって殺人者の性格を強化するだけでなく、そのような犠牲は、グループが価値のない人間であると見なす個人を社会から排除するため、ONAによってより広範な利益をもたらすと見なされている。モネットは、ONAのネクシオン細胞は儀式的な方法で犠牲を実行したことを公に認めていないが、メンバーは合法的な暴力と殺人に従事するために警察と軍隊のグループに参加していると述べた。
ONAは、人身御供の慣行には歴史的な先例があると信じており、春分点にはバフォメットという名前の女神に、秋にはアークトゥルス星に人間が捧げられた先史時代の伝統への信念を表明している。しかし、ONAの人身御供の擁護は、サタニズムを西側諸国でより社会的に受け入れられるようにするための独自の試みに有害であると考えるセットの神殿のような他のサタニストグループから強い批判を受けている。

### 「九角」という用語
オカルト学者は九角の概念をサタン教会に帰しているが、ONAはそのエッセイやその他の著作で、「九角」という用語の意味について異なる説明を提供している。1つの説明は、グループの宇宙論の7つの惑星（7つの角）、システム全体に追加されたもの（8番目の角）、そして神秘家自身（9番目の角）に関係するというものである。2つ目の説明は、7つの「通常の」錬金術の段階と、さらに2つのプロセスを指しているというものである。3つ目は、神の9つの発散に関係するというもので、これは元々イスラム神秘主義の伝統であるスーフィズムの中で作成された中世のテキストに見られる概念である。モネットはさらに、太陽系を9つの惑星に分割した古典的なインドの伝統への言及であると示唆した。

## 組織
ONAは秘密組織である。中央管理組織を持たず、代わりに同盟するサタニストのネットワークとして運営されており、それを「コレクティブ（kollective）」と呼んでいる。したがって、モネットは、この組織は「構造化されたロッジや寺院ではなく、むしろ運動、サブカルチャー、あるいはおそらくメタカルチャーであり、その信奉者が体現または同一視することを選択するもの」であると述べた。モネットはまた、この中央集権的な構造の欠如が、組織の存続を助けるだろうと示唆した。なぜなら、その運命は特定のリーダーだけに委ねられるわけではないからである。ONAは「メンバー」という用語を嫌い、代わりに「アソシエイト（associate）」という言葉を好む。2012年、ロングは、この組織と関係のある人々は、伝統的なネクシオンのアソシエイト、ナイナー、バロビアン、ギャングや部族のメンバー、ラウンウィザ（Rounwytha）の伝統の信奉者、そしてONAに触発されたグループに関与する人々の6つの異なるカテゴリーに分類されると述べた。
このグループは主に「ネクシオン（nexion）」として知られる自律的な支部で構成されている。シュロップシャーを拠点とする最初の支部は「ネクシオン・ゼロ」として知られており、その後のグループの大部分はイギリス、アイルランド、ドイツで設立された。しかし、ネクシオンやその他の関連グループは、米国、オーストラリア、ブラジル、エジプト、イタリア、スペイン、ポルトガル、ポーランド、セルビア、ロシア、南アフリカでも設立されている。ONAのギリシャ支部は、Mirós tou Zeúsという名前で活動している。これらのグループの中には、米国を拠点とするTempel ov Bloodのように、ONAとは異なる存在でありながら、ONAから大きな影響を受け、ONAと関係を持っていると自称しているものもある。
ONAの用語では、DreccとNinerという用語は、難解な手段ではなく、実践的な（犯罪を含む）手段によって組織の目的を支援する、民衆ベースまたはギャングベースの文化または個人を指す。そのようなグループの1つは、ホワイトスター・アクセプション（White Star Acception）であり、彼らはグループの力を高めるためにレイプ、暴行、強盗を行ったと主張している。ジークは、これらの行為の現実は検証されていないと指摘した。バロビアン（Balobian）は、美術作品の制作を通じてグループに貢献する芸術家または音楽家である。ラウンウィザ（Rounwytha）は、「邪悪な女性の原型」を体現することを反映して、才能のある霊能力を示すと見なされる民間伝承の神秘主義者の伝統である。少数派は男性であるが、ほとんどのラウンウィザは女性であり、彼女らはしばしば小さく、しばしばレズビアンのグループの一部として隠遁生活を送っている。

### 外的代表者
何人かの学術解説者は、ONA内に「外的代表者（Outer Representative）」と呼ばれる役職が存在することを指摘してきた。この役職は、外部の世界に対するグループの公式スポークスパーソンを務める。「外的代表者」であると公に主張した最初の人物は、「クリストス・ビースト」の仮名を使用するシュロップシャー出身の芸術家兼作曲家のリチャード・モルトであった。モルトに続いて「外的代表者」を務めたのは、1996年から2002年までその役職にあり、ONAの内部関係者によって左道イデオローグのマイケル・W・フォードであると特定された「ヴィルニウス・ソーニアン」であった。その後、ホワイトスター・アクセプションのブログで、グループのメンバーであるクロエ・オルテガがONAの外部的表者であるという主張がなされたが、このブログも2013年までに廃止された。2013年には、「ジャル」という名前を使用するアメリカ人女性のラウンウィザが、組織の「外的代表者」であると主張して登場した。
しかし、外的代表者の役職の存在とその機能の範囲については、異論がある。センホルトによると、ONAは「称号を与えない」のであり、モネットは「ONA内に中央集権的な権限はない」と書いている。また、O9Aの「オールド・ガード」の存在についても異論がある。このオールド・ガードのメンバーには、クリストス・ビースト、シニスター・ムーン、ダーク・ロゴス、ポインティ・ハットが含まれていたが、2011年に彼らは公の場から撤退すると述べた。

### 会員資格

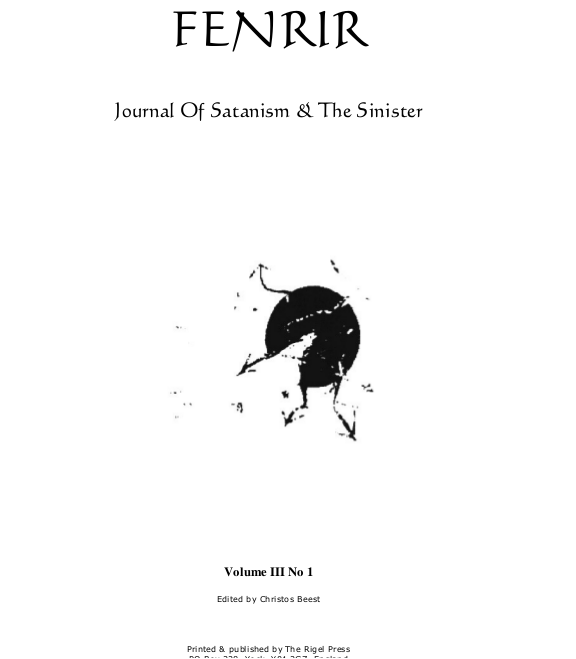
ONAのオリジナル雑誌「フェンリル」の一号

何人かの学者がONAの会員資格について書いている。1995年のイギリスのサタニストグループの概要で、ハーベイはONAが10人未満のメンバーで構成されており、「おそらく5人未満」であると示唆した。1998年、ジェフリー・カプランとレナード・ワインバーグは、ONAの会員数は「非常に小さい」ものであり、このグループは主に「通信販売の教役」として機能していると述べた。
2013年、センホルトは、このグループには公式の会員資格がないため、「ONAのメンバー数を推定することは、不可能ではないにしても困難である」と述べた。センホルトは、1980年から2009年までの何らかの立場でONAに関与した個人の「総数」の「大まかな推定」は「数千人」であると示唆した。彼は、この主題に関する雑誌やジャーナルの流通数と、ONAに特化したオンラインディスカッショングループのメンバー数を調査した結果、この結論に達した。同時に、彼は「長年の信奉者の数ははるかに少ない」と考えていた。また2013年に、モネットは、広く定義されたONAのアソシエイトは2,000人以上いると推定した。彼は、性別のバランスはおおよそ均等であるが、地域的なばらつきや特定のネクシオン間の違いがあると信じていた。イントロヴィーニュは、モネットの推定が正しければ、ONAは「容易に...世界最大のサタニズム組織」であることを意味すると述べた。
2015年の調査によると、ONAはサタン教会やテンプル・オブ・セットよりも女性の支持者が多く、子供を持つ女性が多く、高齢の支持者が多く、社会経済的により確立された支持者が多く、政治的にはより右派の支持者が多い。

## テロリズムと犯罪
公民権団体である南部貧困法律センターの報告によると、ONAは「オカルト、難解、および/またはサタニズム的なネオナチグループのニッチな国際的つながりにおいて重要な地位を占めている」。いくつかの新聞は、O9Aが極右の多くの著名人と関連していること、およびこのグループがアトムヴァッフェン・ディビジョンや非合法化されたナショナル・アクション、ゾンネンクリーク・ディビジョン、コンバット18、北欧抵抗運動（NRM）などのネオナチテロリストグループと提携し、メンバーを共有していることを報じている。また、環境過激派テロリストである「Individualists Tending to the Wild」のリーダーは、O9Aの影響を受けたと主張している。
反ファシスト組織、いくつかのイギリスの政治家、およびメディアによって、O9Aが性的虐待を容認し、奨励しているという申し立てがなされており、これがO9Aがイギリス政府によって非合法化されるべき理由の1つとして挙げられている。多くのO9Aメンバーは、レイプを、社会の規範を破ることによって社会を弱体化させる効果的な方法であると公然と見なしている。ホワイトスター・アクセプションは自らの自白によってレイプを行い、O9Aのテキストである「The Dreccian Way」、「Iron Gates」、「Bluebird」、「The Rape Anthology」などは、レイプと小児性愛を推奨し、賞賛し、さらにはレイプが「ユーバーメンシュの昇天」に必要であると示唆している。ランクを上げるために、ONAメンバーは暴行を行う必要があり、リンチと性的暴行が最も推奨されている。小児性愛を促進する資料は、ONAの機関誌「Fenrir」と「Drums of Tophet」にも掲載されており、後者には「境界線上の[児童ポルノ]」も含まれていた。BBCニュースによると、「当局はONAに関連する小児性愛者の数を懸念している」。
結論として、ONAは数百件のテロと児童性的虐待の事件に関連している。

## テンプル・オブ・ブラッドと国家資金
「テンプル・オブ・ブラッド（Tempel ov Blood）」は、米国を拠点とする世界的な右翼過激派グループであり、ONAの独立した関連団体であると考えられていた。
2021年、テンプル・オブ・ブラッドのリーダーであり創設者であるジョシュア・ケイレブ・サッターは、裁判文書を通じて、長年FBIの情報提供者であったことが明らかになった。被告であるテロリストでアトムヴァッフェンのメンバーであるケイレブ・コールの弁護人は、サッターのFBIへの協力が2003年に始まったことを発見した。2021年現在、彼は情報提供者としての仕事に対してFBIから10万ドル以上を受け取っている。コールの弁護士は、「CIは2018年2月7日以降、78,133.20ドルと4,378.60ドルの経費前払いを受け取っており、これはほぼ完全にコール氏とアトムヴァッフェンに対する捜査に関する彼の仕事と一致している」と書いている。サッターはまた、「Rural People's Party」と呼ばれる主体思想グループを率いており、北朝鮮当局者とつながりがあったと伝えられている。
有料の情報提供者であることが暴露されたにもかかわらず、サッターは、国際的なテロ対策捜査を受けているにもかかわらず、ONA、764、MKUを宣伝し続けている。WIREDはサッターをギャングのリーダーであり情報提供者であるジェームズ・ジョセフ・バルジャーと比較し、「FBIは、暴力的な極右イデオロギーを煽るサッターの役割[または]サッターの行動からの反発について言及したことはない」と指摘している。

## 遺産と影響
ONAの主な影響力は、グループ自体ではなく、その豊富な資料の公開にある。センホルトによると、「ONAは、魔法の実践的および理論的側面の両方について、またサタニズムと左道に関するイデオロギー的なテキストについて、サタン教会やテンプル・オブ・セットなどの大規模なグループが組み合わせたよりも多くの資料を作成しており、[これは]ONAを、実践者によると左道とサタニズムとは何か、そしてどうあるべきかという理論的な議論における重要なプレーヤーにしている」。
これらの著作は、当初は他のサタニストやネオナチグループに配布されていたが、インターネットの発達に伴い、これもまた著作を広めるための媒体として使用され、モネットはそれらが「オカルトサイバースペースでかなりの存在感」を獲得し、「その公的な存在感のおかげで最も著名な左道グループの1つ」になったと述べている。これらの著作の多くは、他のグループによって複製された。カプランは、ONAを「国民社会主義のオカルト主義的な周辺、すなわち黒い秩序のようなネオナチグループ」にとって「サタニズムのイデオロギー/神学の重要な源」であると考えていた。このグループは、2000年代のテロとの戦いの間に、テロリストグループに対するマイアットの影響力に対する世間の関心の高まりを受けて、注目を集めた。難解主義の歴史家であるデイブ・エヴァンスは、ONAは「博士論文全体に値する」と述べ、センホルトは「これらの狂信者の数は限られているかもしれないが、彼らを無視することは潜在的に危険である」と述べた。

### 音楽と文学における影響
ONAの影響は、LAウィークリーの音楽セクションのレポートによると、「彼らの目的とテーマをONAの哲学に帰している」、Hvile I Kaosなどの一部のブラックメタルバンドにまで及んでいるが、2018年12月の時点でバンドはもはやO9Aに関与していない。フランスのバンドAosothは、O9Aの神格にちなんで名付けられており、O9Aから直接的な歌詞の影響を受けている。イタリアのバンドAltar of Perversionのアルバム「Intra NAOS」は、O9Aのエッセイ「NAOS: A Practical Guide to Modern Magick」にちなんで名付けられており、バンドメンバー自身のヌミナス・ウェイを通る道を披露している。O9Aに関連する一部の音楽も物議を醸している。The Quietusは、2018年に極右政治、音楽、およびONAの関係を探求する一連の記事を掲載した。Spear of Longinusもまた、そのアルバムでONAのイデオロギーと象徴を取り上げている。
スティーブン・レザーによるジャック・ナイチンゲールシリーズの小説では、サタニストの「ONA」が主要な敵対者である。同様に、「ナイン・エンジェルズ団」という名前の架空のサタニストグループが、コンラッド・ジョーンズの2013年の小説「Child for the Devil」に登場する。彼の別の小説「Black Angel」では、ジョーンズは「追加情報」というタイトルのページを設け、ONAに関する警告を掲載している。

## 関連ページ
- 764 (organization)
- 加速主義
- Joy of Satan, nazi-satanist group
- Black Order (Satanist group), nazi-satanist group
- 右翼テロ
- Terrorgram
- Pekka Siitoin, satanist and neo-Nazi
- James H. Madole, neo-Nazi and associate of Anton LaVey[142]
- Turku Society for the Spiritual Sciences, nazi-satanist group

## 参照